# Anouk Zoutendijk
Anouk Zoutendijk (Leiderdorp, 27 augustus 1985) is een Nederlands voormalig shorttrackster.
In 2006 werd Zoutendijk geselecteerd voor de Nationale Training Selectie. Ze won de bronzen medaille op het Nederlands kampioenschap shorttrack 2006. Op de Europese kampioenschappen shorttrack 2007 reed ze mee met de aflossingsploeg.

## Persoonlijke records
| Afstand    | Tijd     | Datum    | Baan       | Land |
| ---------- | -------- | -------- | ---------- | ---- |
| 500 meter  | 46,512   | 06-11-04 | Amsterdam  | NED  |
| 1000 meter | 1.36,023 | 19-11-06 | Turijn     | ITA  |
| 1500 meter | 2.33,152 | 04-12-05 | Heerenveen | NED  |
| 3000 meter | 5.16,313 | 12-03-06 | Leiden     | NED  |